# George Wellesley (amiral)
Pour les articles homonymes, voir Wellesley.
George Greville Wellesley (2 août 1814 - 6 avril 1901) est un officier de la Royal Navy. En tant qu'officier subalterne, il participe à la prise d'Acre pendant la crise orientale en 1840 et, en tant que capitaine du HMS Cornwallis dans la flotte de la Baltique, il participe au bombardement de Sveaborg en août 1855 pendant la guerre de Crimée. Il est ensuite commandant en chef de la station d'Amérique du Nord et des Antilles, puis commandant en chef de l'escadron de la Manche, mais est relevé de ce dernier poste par une cour martiale après un incident au cours duquel une frégate blindée, qui est sous son commandement à l'époque, s'est échoué à Pearl Rock au large de Gibraltar en juillet 1871. Il est nommé Premier Lord Naval en novembre 1877 et, à ce titre, il obtient une augmentation considérable de la construction navale, par exemple sur les cuirassés de classe Colossus, bien que certains de ces navires soient de qualité douteuse.

## Début de carrière
Il est le fils de Gerald Valerian Wellesley (frère d'Arthur Wellesley, 1er duc de Wellington) et de Lady Emily Mary (fille de Charles Cadogan (1er comte Cadogan)), Wellesley rejoint la Royal Navy en 1828 . Après une formation initiale au Royal Navy College de Portsmouth et une promotion au grade de lieutenant le 22 avril 1838, il est affecté au HMS Princess Charlotte dans la flotte méditerranéenne . Il est transféré au HMS Castor en mars 1839 et prend part à des opérations sur la côte de la Syrie prenant part à la prise d'Acre en novembre 1840 pendant la crise orientale. Il rejoint le HMS Thalia à la station des Indes orientales en novembre 1841 et, ayant été promu commandant le 16 avril 1842, il est transféré au brick HMS Childers également à la station des Indes orientales.
Promu capitaine le 2 décembre 1844, Wellesley reçoit le commandement du HMS Daedalus à la station du Pacifique en juillet 1849, puis devient capitaine du HMS Cornwallis dans la flotte de la Baltique en février 1855, prenant part au bombardement de Sveaborg en août 1855, pendant la guerre de Crimée . Il est nommé Compagnon de l'Ordre du Bain en février 1856 . Il reste aux commandes du HMS Cornwallis quand il part en Amérique du Nord et à la station des Antilles en 1856 et à la marine indienne de 1857 jusqu'à ce qu'elle devienne la Bombay Marine en 1862.

## Commandement principal

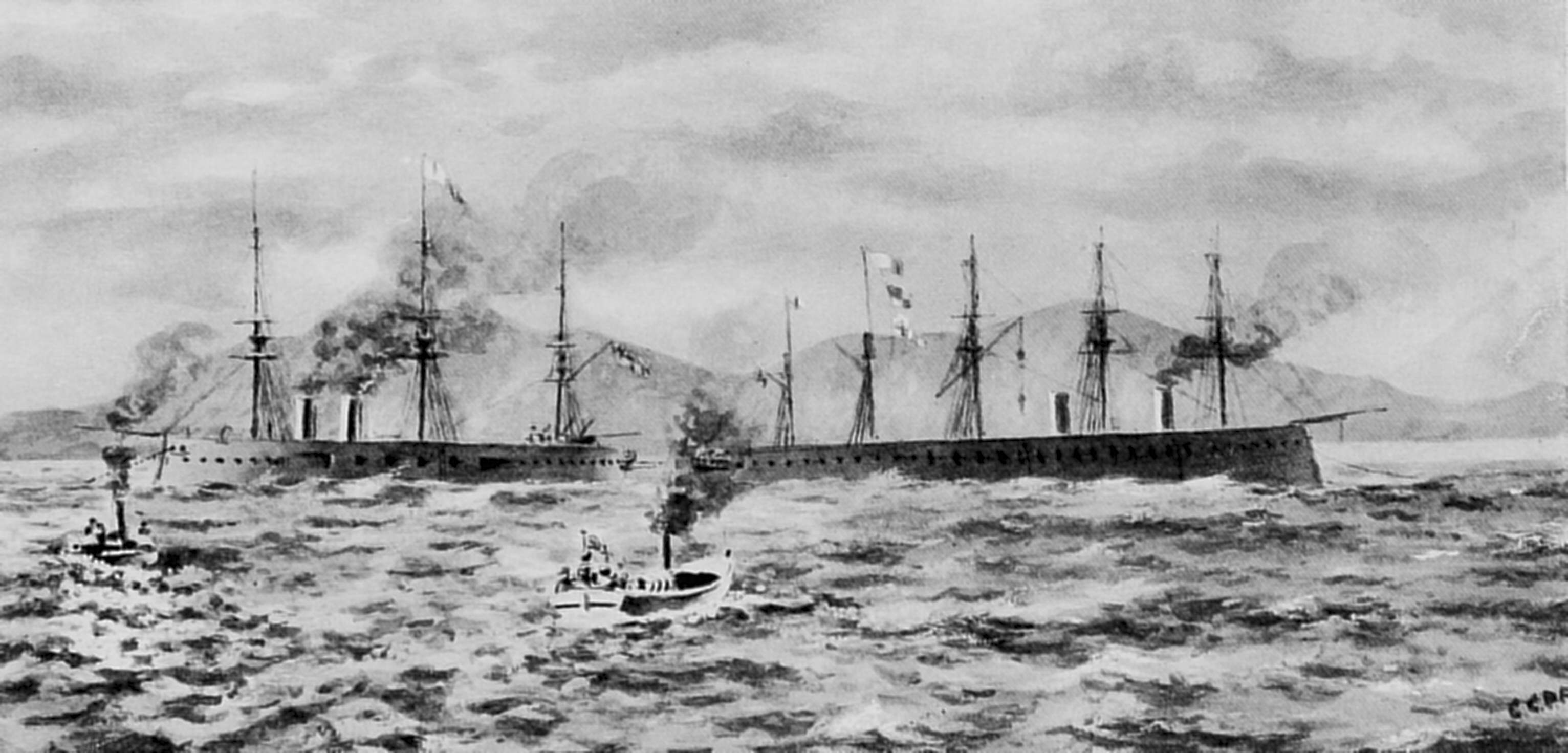
Le HMS Hercules (à gauche) remorquant le HMS Agincourt (à droite) au large de Pearl Rock; l'échouement de lAgincourt conduit Wellesley à être traduit en cour martiale et relevé de son commandement

Promu contre-amiral le 3 avril 1863, Wellesley devient surintendant amiral à Portsmouth en juin 1865, puis commandant en chef de la station de l'Amérique du Nord et de la station des Antilles, hissant son drapeau dans la frégate cuirassée HMS Royal Alfred en juin 1869 .
Promu vice-amiral le 26 juillet 1869, Wellesley devient commandant en chef de l'escadron de la Manche, hissant son drapeau dans la frégate blindée HMS Minotaur, en octobre 1870, mais est relevé de ce poste par une Cour martiale après un incident au cours duquel la frégate blindée HMS Agincourt, qui est sous son commandement à l'époque, s'est échouée à Pearl Rock au large de Gibraltar en juillet 1871 . Ce n'est que le quatrième jour après l'incident que la batterie centrale, blindée HMS Hercules commandée par le capitaine Lord Gilford, utilisant des moteurs complets et tirant sur les ancres, réussit à libérer le HMS Agincourt à l'aide de deux chaînes . Après cela, Wellesley est de nouveau nommé commandant en chef de la station d'Amérique du Nord et des Antilles, hissant cette fois son drapeau dans la batterie centrale, cuirassé HMS Bellerophon, en septembre 1873.
Promu amiral le 11 décembre 1875, Wellesley est nommé premier lord naval en novembre 1877 . À ce titre, il obtient une augmentation considérable de la construction navale, par exemple sur les cuirassés de classe Colossus, même si certains de ces navires étaient de qualité douteuse . Il prend sa retraite en août 1879 et est fait chevalier commandeur de l'ordre du Bain le 23 avril 1880.
À la retraite, Wellesley devient chevalier grand-croix de l'ordre du Bain le 21 juin 1887 et devient commissaire du Fonds patriotique en juin 1888. Il meurt chez lui à Chester Square à Londres le 6 avril 1901.

## Famille
En 1853, Wellesley épouse Elizabeth Doughty Lukin (vers 1816 - 1906); ils ont une fille, Olivia Georgiana .